# علي ناصر العبقاتي
السيد علي ناصر بن محمد سعيد بن ناصر حسين بن حامد حسين العبقاتي. هو رجل دين وخطيب شيعي هندي معاصر، ومشهور باسم آغا روحي، وهو من القيادات الدينيَّة للشيعة الإثني عشريَّة بمدينة لكنو الهنديَّة، ويلقي العبقاتي المحاضرات والخطابات في الكلية الشيعيَّة بلكنو صباحاً، وفي آغا محل مساءً، وقد تميزت محاضراته وخطاباته بشدَّته وحدَّته في ذمّ وانتقاص من يعتقد أنَّهم قتلة أهل البيت، ونقده بعض القيادات الشيعيَّة السياسيَّة كعلي خامنئي.
ينتمي العبقاتي إلى أسرة دينيَّة معروفة إذ أنَّه من أحفاد الفقيه الشيعي المعروف حامد حسين الهندي صاحب كتاب عبقات الأنوار، والذي إليه ينسب أحفاده بنسبة العبقاتي، ووالده محمد سعيد كان من رجال الدين والمؤلِّفين المعروفين، وجدّه ناصر حسين كذلك وصولاً إلى حامد حسين الجد الأعلى للأسرة.

## وصلات خارجية
- نزاع شيعي - سني بمدينة لكنو في شهر محرم